# Tomaž Pirih
Tomaž Pirih (* 12. Juni 1981 in Jesenice) ist ein ehemaliger slowenischer Ruderer, der eine Bronzemedaille bei den Weltmeisterschaften 2009 gewann.

## Sportliche Karriere
Tomaž Pirih war Sechster im Vierer ohne Steuermann bei den Junioren-Weltmeisterschaften 1998. 1999 gewann er die Silbermedaille im Zweier ohne Steuermann. 2000 erkämpfte er die Bronzemedaille im Vierer mit Steuermann bei den U23-Weltmeisterschaften. 2001 verpasste er sowohl bei den U23-Weltmeisterschaften (im Zweier ohne) als auch bei den Weltmeisterschaften (im Vierer mit) das A-Finale. Bei den Weltmeisterschaften 2002 in Sevilla erreichte der slowenische Vierer mit Steuermann den fünften Platz, wobei mit Miha Pirih, Tomaž Pirih und Steuermann Žiga Pirih drei Brüder im Boot saßen.
2003 wechselten Miha und Tomaž Pirih in den Vierer ohne Steuermann. Zusammen mit Gregor Sračnjek und Rok Kolander belegten sie den sechsten Platz bei den Weltmeisterschaften in Mailand. Bei den Olympischen Spielen 2004 in Athen traten Tomaž Pirih, Janez Klemenčič, Gregor Sračnjek und Mihi Pirih im slowenischen Vierer an und belegten den neunten Platz. Bei den Weltmeisterschaften 2005 in Gifu belegte Pirih mit dem Vierer ohne Steuermann den 13. Platz. 2006 erreichte der slowenische Vierer mit Kolander, den Pirih-Brüdern und Matej Prelog wieder das A-Finale bei den Weltmeisterschaften in Eton und belegte den fünften Platz. Ebenfalls Fünfte wurden die Slowenen bei den Weltmeisterschaften 2007 in München in der Aufstellung Tomaž Pirih, Rok Rozman, Rok Kolander und Miha Pirih. In der gleichen Aufstellung erreichten die vier Slowenen ein Jahr später den vierten Platz bei den Olympischen Spielen 2008 in Peking.
2009 gewannen die vier Slowenen bei den Weltmeisterschaften in Posen die Bronzemedaille hinter den Briten und den Australiern. 2010 verpasste der slowenische Vierer in allen Weltcupregatten das A-Finale, bei den Weltmeisterschaften in Neuseeland belegten Rok Kolander und Tomaž Pirih den 12. Platz im Zweier ohne Steuermann. Tomaž Pirih trat 2011 und 2012 noch im Weltcup an, nahm aber nicht mehr an den Weltmeisterschaften teil.
Der 1,86 m große Tomaž Pirih ruderte für Veslaski Klub Bled.